# 肖恩·伯克
肖恩·伯克（英語：Sean Burke，1967年1月29日—），加拿大男子冰球运动员。他曾代表加拿大国家队参加1988年和1992年冬季奥林匹克运动会冰球比赛，其中1992年冬季奥运会获得一枚银牌。